# 贝勒绍姆
贝勒绍姆（法語：Bellechaume，法語發音：[bɛlʃom]）是法国勃艮第-弗朗什-孔泰大区约讷省的一个市镇，属于欧塞尔区。

## 地理
贝勒绍姆（48°2'34"N, 3°36'29"E）面积24.51 平方千米，位于法国勃艮第-弗朗什-孔泰大區约讷省，该省份为法国中北部内陆省份，西接卢瓦雷省，西北接塞纳-马恩省，南至涅夫勒省，东临科多尔省，东北与奥布省接壤。
与贝勒绍姆接壤的市镇（或旧市镇、城区）包括：阿尔斯-迪洛、埃农、奥特地区帕鲁瓦、阿尔芒松河畔布列农、奥特地区比西、尚普洛、梅尔西。

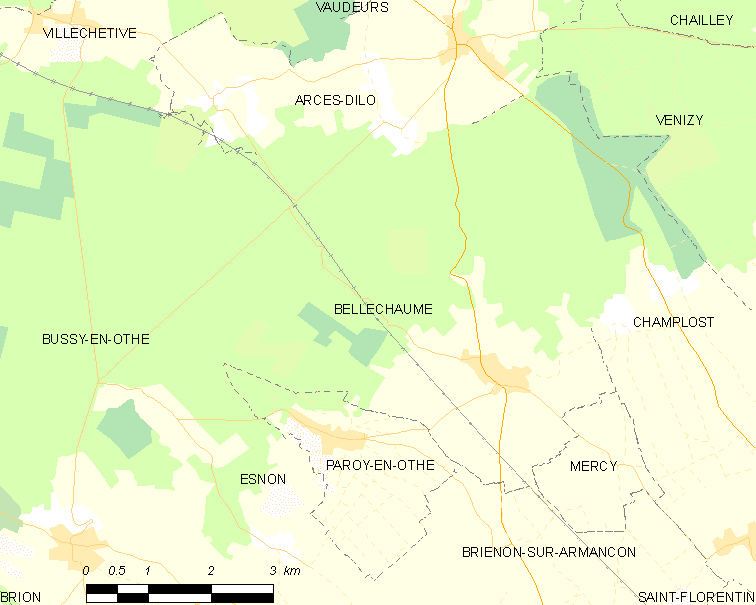
贝勒绍姆的OSM定位图

贝勒绍姆的时区为UTC+01:00、UTC+02:00（夏令时）。

## 行政
贝勒绍姆的邮政编码为89210，INSEE市镇编码为89035。

## 政治
贝勒绍姆所属的省级选区为阿尔芒松河畔布列农县。

## 人口

1962-2008年间贝勒绍姆人口变化图示

贝勒绍姆于2022年1月1日时的人口数量为437人。